# Biathlon na Zimowym Olimpijskim Festiwalu Młodzieży Europy 2015
Zawody w biathlonie na Zimowym Olimpijskim Festiwalu Młodzieży Europy 2015 odbyły się w dniach 27 - 30 stycznia 2015 roku w austriackiej miejscowości Bürserberg. Podczas mistrzostw rozegrane zostały cztery konkurencje indywidualne i jedna drużynowa.

## Wyniki

### Mężczyźni

#### Sprint
| Medal | Zawodnik                  | Wynik       | Strzelanie | Strata  |
| ----- | ------------------------- | ----------- | ---------- | ------- |
|       | Siergiej Demiczew         | 24:45,1 min | 0+0        | -       |
|       | Sebastian Samuelsson      | 24:49,6 min | 2+1        | +4,5    |
|       | Igor Malinowski           | 24:58,5 min | 2+1        | +13,4   |
| 4.    | Aleksander Fjeld Andersen | 25:14,7 min | 2+1        | +29,6   |
| 5.    | Nikita Łobastow           | 25:36,5 min | 0+2        | +51,4   |
| 6.    | Serhij Telen              | 25:40,6 min | 1+1        | +55,5   |
| 7.    | Sturla Lægreid            | 25:46,9 min | 2+2        | +1:01,8 |
| 8.    | Marinus Veit              | 25:53,0 min | 2+0        | +1:07,9 |
| 9.    | Bohdan Cymbał             | 26:06,0 min | 1+1        | +1:20,9 |
| 10.   | Mikałaj Pasaszniczenka    | 26:12,4 min | 1+2        | +1:27,3 |
| ...   | ...                       | ...         | ...        | ...     |
| 51.   | Tadeusz Nędza-Kubiniec    | 28:53,1 min | 0+3        | +4:08,0 |
| 52.   | Karol Turek               | 28:56,8 min | 1+2        | +4:11,7 |
| 53.   | Marcin Szwajnos           | 29:13,1 min | 3+5        | +4:28,0 |
| 62.   | Paweł Leja                | 30:11,6 min | 3+3        | +5:26,5 |

#### Bieg pościgowy
| Medal | Zawodnik                  | Wynik       | Strzelanie | Strata  |
| ----- | ------------------------- | ----------- | ---------- | ------- |
|       | Sebastian Samuelsson      | 31:45,2 min | 1+0+1+1    | -       |
|       | Sturla Lægreid            | 31:50,8 min | 0+1+1+1    | +5,6    |
|       | Aleksander Fjeld Andersen | 32:30,8 min | 1+1+1+0    | +45,6   |
| 4.    | Igor Malinowski           | 33:01,2 min | 1+3+2+0    | +1:16,0 |
| 5.    | Morgan Lamure             | 33:07,6 min | 0+0+0+1    | +1:22,4 |
| 6.    | Tobias Wanninger          | 33:16,3 min | 0+0+0+1    | +1:31,1 |
| 7.    | Marinus Veit              | 33:42,6 min | 1+0+1+0    | +1:57,4 |
| 8.    | Martin Perrillat-Bottonet | 33:47,7 min | 2+0+1+2    | +2:02,5 |
| 9.    | Nikita Łobastow           | 33:48,2 min | 0+1+0+4    | +2:03,0 |
| 10.   | Simon Groß                | 34:33,9 min | 0+0+2+0    | +2:48,7 |
| ...   | ...                       | ...         | ...        | ...     |
| 37.   | Tadeusz Nędza-Kubiniec    | 38:39,0 min | 0+1+1+2    | +6:53,8 |
| 40.   | Marcin Szwajnos           | 39:12,8 min | 0+2+2+4    | +7:27,6 |
| 52.   | Karol Turek               | 41:07,1 min | 3+1+0+1    | +9:21,9 |

### Kobiety

#### Sprint
| Medal | Zawodniczka           | Wynik       | Strzelanie | Strata  |
| ----- | --------------------- | ----------- | ---------- | ------- |
|       | Anna-Maria Schreder   | 21:31,0 min | 0+0        | -       |
|       | Tamara Steiner        | 21:43,4 min | 1+0        | +12,4   |
|       | Emilie Bulle          | 21:51,2 min | 1+2        | +20,2   |
| 4.    | Mathea Tofte          | 21:54,2 min | 0+2        | +23,2   |
| 5.    | Anna Krywonos         | 21:56,8 min | 1+2        | +25,8   |
| 6.    | Irina Kazakiewicz     | 21:58,8 min | 1+2        | +27,8   |
| 7.    | Wiera Rumiancewa      | 22:02,3 min | 3+0        | +31,3   |
| 8.    | Melanie Eccarius      | 22:07,8 min | 1+1        | +36,8   |
| 9.    | Flavia Barmettler     | 22:11,7 min | 0+0        | +40,7   |
| 10.   | Lou Jeanmonnot        | 22:18,5 min | 0+2        | +47,5   |
| ...   | ...                   | ...         | ...        | ...     |
| 45.   | Paulina Król          | 25:08,8 min | 0+3        | +3:37,8 |
| 51.   | Patrycja Rutecka      | 25:30,0 min | 2+1        | +3:59,0 |
| 55.   | Catherine Spierenburg | 25:52,7 min | 0+5        | +4:21,7 |
| 56.   | Kamila Żuk            | 25:54,2 min | 5+3        | +4:23,2 |

#### Bieg pościgowy
| Medal | Zawodniczka           | Wynik       | Strzelanie | Strata   |
| ----- | --------------------- | ----------- | ---------- | -------- |
|       | Lou Jeanmonnot        | 27:17,9 min | 0+0+0+0    | -        |
|       | Wiera Rumiancewa      | 27:30,6 min | 1+2+0+0    | +12,7    |
|       | Sophia Schneider      | 28:01,2 min | 1+2+0+0    | +43,3    |
| 4.    | Anna Krywonos         | 28:26,0 min | 2+0+0+3    | +1:08,1  |
| 5.    | Lena Rießle           | 28:38,4 min | 1+0+0+1    | +1:20,5  |
| 6.    | Tamara Steiner        | 28:53,5 min | 1+1+0+2    | +1:35,6  |
| 7.    | Emilie Bulle          | 28:59,4 min | 2+0+2+2    | +1:41,5  |
| 8.    | Magdalena Liebscher   | 29:32,2 min | 0+0+1+1    | +2:14,3  |
| 9.    | Theresa Wibmer        | 29:53,4 min | 0+0+3+1    | +2:35,5  |
| 10.   | Oksana Siheti         | 30:09,3 min | 2+1+1+0    | +2:51,4  |
| ...   | ...                   | ...         | ...        | ...      |
| 32.   | Kamila Żuk            | 33:29,4 min | 1+0+2+1    | +6:11,5  |
| 34.   | Paulina Król          | 33:43,4 min | 0+0+1+1    | +6:25,5  |
| 42.   | Catherine Spierenburg | 35:35,4 min | 0+1+2+2    | +8:17,5  |
| 58.   | Patrycja Rutecka      | 40:43,8 min | 4+2+2+3    | +13:25,9 |

### Zawody mieszane

#### Sztafeta
| Medal | Zawodnicy                                                                             | Wynik     | Strzelanie | Strata   |
| ----- | ------------------------------------------------------------------------------------- | --------- | ---------- | -------- |
|       | Norwegia · Mathea Tofte · Karoline Erdal · Aleksander Fjeld Andersen · Sturla Lægreid | 1:25:56,1 | 0+8        | -        |
|       | Rosja · Wiera Rumiancewa · Irina Kazakiewicz · Nikita Łobastow · Igor Malinowski      | 1:26:34,8 | 1+10       | +38,7    |
|       | Niemcy · Melanie Eccarius · Sophia Schneider · Marinus Veit · Tobias Wanninger        | 1:28:53,5 | 1+9        | +2:57,4  |
| 4.    | Ukraina · Anna Krywonos · Oksana Siheti · Serhij Telen · Władysław Koszowec           | 1:29:26,3 | 1+10       | +3:30,2  |
| 5.    | Francja · Lou Jeanmonnot · Emilie Bulle · Morgan Lamure · Martin Perrillat-Bottonet   | 1:29:46,8 | 2+16       | +3:50,7  |
| 6.    | Finlandia · Maiju Luokkala · Saana Lahdelma · Aapo Erkkila · Tuukka Invenius          | 1:31:57,9 | 2+11       | +6:01,8  |
| 7.    | Szwecja · Moa Olsson · Sanna Sjödén · Emil Nykvist · Sebastian Samuelsson             | 1:32:46,7 | 1+14       | +6:50,6  |
| 8.    | Włochy · Jasmin Volgger · Michela Carrara · Patrick Braunhofer · Thierry Brunier      | 1:33:01,4 | 1+12       | +7:05,3  |
| 9.    | Czechy · Eliška Votočková · Markéta Davidová · Lukáš Dvořák · Jakub Štvrtecký         | 1:33:25,0 | 1+7        | +7:28,9  |
| 10.   | Szwajcaria · Flavia Barmettler · Elisa Perini · Sebastian Stadler · Julian Schumacher | 1:33:43,5 | 2+12       | +7:47,4  |
| ...   | ...                                                                                   | ...       | ...        | ...      |
| 15.   | Polska · Paulina Król · Kamila Żuk · Tadeusz Nędza-Kubiniec · Marcin Szwajnos         | 1:37:04,5 | 5+14       | +11:08,4 |